# Handball-Verbandsliga Bayern 1993/94
Die Handball-Verbandsliga Bayern 1993/94 wurde unter dem Dach des „Bayerischen Handballverbandes“ (BHV) organisiert, sie ist die zweithöchste Spielklasse des bayerischen Landesverbandes und wird hinter der Bayernliga als fünfthöchste Liga im deutschen Ligensystem geführt.

## Saisonverlauf
Meister der Verbandsliga Nord wurde die SG DJK Rimpar und Vizemeister war die HG Rothenburg. Meister der Südgruppe war die TB 03 Roding und Vizemeister der TSV Simbach. Die Meister jeder Gruppe hatten direktes Aufstiegsrecht. Der dritte Aufsteiger wurde zwischen den Vizemeistern in einer Relegation mit Hin- und Rückspiel ermittelt, dabei hatte sich der TSV Simbach gegenüber der HG Rothenburg durchsetzen können.

### Modus

Bereich des „Bayer. Handballverbandes“ (BHV)

Die in Gruppe Nord und Süd eingeteilte Liga bestand aus je 12 Mannschaften. Es wurde eine Hin- und Rückrunde gespielt. Platz eins jeder Gruppe war Staffelsieger und Direktaufsteiger in die Bayernliga. Die zweiten Plätze spielten in einer Relegation den dritten Aufsteiger aus. Die Platzierungen zehn bis zwölf jeder Gruppe waren Direktabsteiger.

## Teilnehmer
Nicht mehr dabei waren die Aufsteiger der Vorsaison TSV 1861 Zirndorf, TS 1887 Selb, MTSV Schwabing, TSV Landsberg. Neu dabei waren die Absteiger aus der Bayernliga TB 03 Roding, VfL Wunsiedel, Bayreuther TS 1861 und die 6 Aufsteiger aus den Bezirksligen.

### Aufstiegsrelegation
HG Rothenburg : TSV Simbach ≈ Aufsteiger Simbach